# Acid levulinic
Acidul levulinic (de asemenea numit și acid 4-oxopentanoic) este un compus organic, fiind cel mai simplu reprezentant din clasa gama-cetoacizilor, și are formula chimică CH3C(O)CH2CH2CO2H. Este un compus cristalin, alb, solubil în apă și în solvenți organici polari. Este derivat prin degradarea celulozei și este un potențial precursor de biocarburanți.

## Obținere
Procedeul original de sinteză a acidului levulinic era realizat prin încălzirea hexozelor, precum glucoza sau fructoza sau a amidonului în acid clorhidric diluat sau acid sulfuric. Randamentul depinde de natural acizilor, de concentrația lor, și de condițiile de temperatură și presiune folosite. În afară de acid formic, se mai obțin prin această metodă și alți produși secundari, parțial insolubili. Aceștia sunt colorați, iar procedeele de eliminare completă a lor este destul de dificilă.